# Emil Pluhař
Emil Pluhař (10. srpna 1913 Bochoř – 9. července 2004 Hovězí) byl český katolický kněz, teolog, profesor pastorální teologie, církevního práva a morální teologie, kanonista, politický vězeň komunistického režimu a čestný papežský prelát.

## Studium a akademická činnost
Narodil se 10. srpna 1913 v Bochoři u Přerova. Jeho otec padl v I. světové válce. Studoval na Arcibiskupském gymnáziu v Kroměříži, které ukončil maturitou v roce 1933. Odtud odešel do kněžského semináře v Olomouci. Ke kněžství studoval na Cyrillo-Methodějsé bohoslovecké fakultě v Olomouci, kterou dokončil v roce 1938. Na kněze byl vysvěcen v olomoucké katedrále 5. července 1938 arcibiskupem Leopoldem Prečanem. Tři měsíce působil jako kooperátor v Hněvotíně, poté se od 1. listopadu 1938 stal adjunktem Cyrilometodějské bohoslovecké fakulty v Olomouci. V pozici adjunkta zůstal do 31. října 1945. Zároveň byl kooperátorem ve Velké Bystřici u Olomouce, kde působil až do 5. června 1945. Na Cyrilometodějské bohoslovecké fakultě byl od 1. listopadu 1945 do 31. května 1946 výpomocným asistentem. V této době dosáhl doktorátu teologie, a byl 9. května 1946 promován. Od 1. června 1946 do 31. října 1950 na fakultě působil jako asistent a suplent křesťanské mravovědy až do zrušení fakulty v roce 1950. Co se týče přednášek, byl od 11. června 1946 do 30. září 1946 (tzv. „válečný semestr“) pověřen přednáškami z církevního práva. V akademickém roce 1945–1946 byl pověřen přednáškami z pedagogiky a didaktiky. V letech 1946–1948 byl pověřen přednáškami z etiky. Dne 17. května 1950 s ním bylo zahájeno habilitační řízení, když předložil spis Idea obrazu Božího základem mravnosti, které však zůstalo nedokončeno pro zrušení fakulty.

## Politický vězeň komunistické totality
Následovala svízelná životní pouť kněze v komunistickém totalitním režimu. Po půlroční čekací době na ustanovení v duchovní správě působil Pluhař jako kooperátor v Bruntále, kde byl 10. července 1951 zatčen a internován v klášteře Hájek u Prahy a dalších centralizačních táborech, a to až do 20. dubna 1953. Následovala v letech 1953–1954 čtrnáctiměsíční vojenská služba u PTP. Po ní v letech 1954–1956 přichází střídavé období civilních zaměstnání a marného čekání na udělení státního souhlasu v duchovní správě. Pluhař pracoval v několika profesích – jako skladník, topič, pomocný dělník u zedníků a zámečníků. Když úspěšně vykonal svářečské zkoušky, stal se provozním zámečníkem a byli mu dokonce svěřeni i učni. V letech 1956–1957 působil krátce v pastoraci, ale v letech 1957–1961 byl opět v dělnické profesi. V roce 1961 byl zatčen s následným odsouzením pro velezradu na 9 let. Byl vězněn ve Valdicích. V roce 1962 byl propuštěn s podmínkou na 10 let a vrátil se opět k civilním zaměstnáním. Toto další dělnické období se odehrávalo v letech 1962–1968. Od 1. května 1968 mu bylo umožněno působit přechodně ve Chválkovicích u Olomouce a v Opavě. V době politického jara 1968 byla v Olomouci obnovena bohoslovecká fakulta a Pluhař dostává opět možnost přednášet. V akademickém roce 1969 – Cyrilometodějská bohoslovecká fakulta tedy vyučoval na Římskokatolické Cyrilometodějské bohoslovecké fakultě v Praze se sídlem v Litoměřicích, pobočce v Olomouci, ovšem pouze externě (bez jmenování, pouze s ústním souhlasem) morální teologii. 23. září 1970 byl jmenován lektorem pro obor křesťanské morálky a pastorální teologie pro akademický rok 1970–1971. Působení ukončeno na konci roku 1970–1971. Pedagogická činnost mu však byla dále zakázána.

## Pastorace
V Olomouci zůstal jako kaplan u sv. Mořice. Když ale navštívil církevní tajemník jeho štědrovečerní kázání, dostal zákaz působení v duchovní správě v Olomouci, pod pohrůžkou odnětí státního souhlasu. Pluhař tedy přijal od 1. září 1978 uvolněné místo faráře v Hovězí. V té době mu bylo 65 let, ale do práce se pustil s mladickým elánem. Zvelebil kostel sv. Máří Magdaleny v Hovězí tak, že i po četných úpravách a opravách rozhodnutím ministerstva kultury v lednu 2001 prohlášen kulturní památkou. Nechal vyasfaltovat chodníky kolem kostela, provedl generální opravu venkovních omítek, opravu a nátěr střechy, úpravu interiéru v souladu s požadavky II. vatikánského koncilu, a postavil novou zpovědnici. Byl pořízen vysoušecí vzduchový kanál kolem základů kostela, aby se předešlo prolínání vlhkosti do zdiva kostela. Nákladem obce Hovězí byly upraveny jak vozový přístup ke kostelu, tak i cesta ke schodišti kostela. V roce 1998 bylo vybudováno venkovní osvětlení kostela. Na jaře 2001 proběhla výměna střešní krytiny a v listopadu 2001 proběhla výměna věžních hodin.

## Dílo
Stal se oblíbeným knězem a vyhledávaným zpovědníkem. Z jeho pastoračního působení v Hovězí vzešly tři kněžská povolání a jedno zasvěcené povolání k řádovým sestrám.
Pluhař působil od 1. prosince 1975 jako viceoficiál u Interdiecézního církevního soudu, po jmenování Františka Vaňáka arcibiskupem, se stal oficiálem. Na tuto pozici rezignoval v roce 2001.
U příležitosti osmdesátých narozenin obdržel od papeže Jana Pavla II. dekret, kterým byl jmenován čestným papežským prelátem s právem používat titulu monsignor. Zemřel ve věku 90 let v Hovězí a je pochován na místním hřbitově.